# Factory of the Future Award
De Factory of the Future Award is een Vlaamse prijs die sinds 2015 jaarlijks wordt uitgereikt aan de meestbelovende technologisch ondersteunde, toekomstgerichte in België gevestigde bedrijven uit de maakindustrie.

## Achtergrond
In 2013 richtten Agoria - de federatie van de Belgische bedrijven uit de technologische industrie - en Sirris - een Belgische organisatie die bedrijven helpt bij het doorvoeren van technologische innovaties - samen "Made Different" op, een actieplan om de Vlaamse maakindustrie te versterken. Made Different reikt vanaf februari 2015 jaarlijks de Factory of the Future Awards uit aan de meest toekomstgerichte bedrijven.
Om in aanmerking te komen voor de prijzen moeten de bedrijven zeven transformaties hebben doorlopen, die noodzakelijk geacht worden om wendbare, hoogtechnologische organisaties te zijn:
1. World Class Manufacturing Technologies: het inzetten van de meest eigentijdse productietoestellen
2. End-to-end Engineering: productontwikkeling in functie van de volledige waardeketen, met behulp van virtuele modellen en simulaties
3. Digital Factory: digitaliseren van de operationele processen, onderling verbonden via het internet
4. Human Centered Production: betrokkenheid van de medewerkers bij de toekomstgerichte bedrijfsontwikkeling
5. Production Network: de organisatie is ingebed in een samenhangend netwerk
6. Eco Production: duurzame productiesystemen met oog voor elke fase van de levenscyclus van een product; de materialenkringloop wordt gesloten en het energiegebruik drastisch verminderd
7. Smart Production Systems: vlot kunnen inspelen op veranderende marktvragen

De winnende bedrijven mogen het label gedurende drie jaar behouden. Bedrijven uit erg uiteenlopende sectoren behaalden reeds de prijs, onder meer een aantal bedrijven uit de voedingsindustrie en de bouw.

## Winnaars
- 2015: Continental AG, Dentsply Implants, Newtec en Provan[8]
- 2016: De Trog, E.D.&A., JTEKT Torsen Europe, Ontex, Punch Powertrain, TE Connectivity en Van Hoecke NV[9]
- 2017: Daikin, Nuscience, Rousselot, Valeo en Veranneman Technical Textiles[10]
- 2018: Borit, Reynaers Aluminium, Dekeyzer-Ossaer en Lantmännen Unibake[11]; Continental, Newtec en Provan ondergingen een nieuwe beoordeling en mogen hun label drie jaar langer behouden
- 2019: BMT Aerospace Oostkamp, Bosch Tienen, Colruyt Group Fine Food, Duracell Aarschot, Janssen Geel, Lavetan Turnhout, Mirion Technologies Olen, Niko Group Sint-Niklaas, Van Hoecke NV Sint-Niklaas, Materialise Leuven en RF-technologies Oosterzele[12]